# 위키미디어 공용
위키미디어 공용(영어: Wikimedia Commons)은 자유 콘텐츠인 그림, 소리 등의 멀티미디어 파일의 저장소이며, 위키미디어 재단의 프로젝트 중 하나이다. 공용에 올라온 미디어 파일은 위키백과, 위키책, 위키뉴스, 위키데이터, 위키낱말사전 등의 다른 모든 위키미디어 프로젝트에서 같이 이용할 수 있다.
이 프로젝트는 2004년 3월에 제안되어 2004년 9월 4일에 시작되었다. 같은 파일이 각 언어별 위키미디어 프로젝트마다 중복으로 올려져 용량이 낭비되는 일을 막자는 것이 가장 주요한 제안 이유이다.
개별 프로젝트에 파일을 올리는 것은 아직 허용되고 있다. 특히 공정 이용 등과 같이 공용에서는 금지하지만, 각 프로젝트의 정책에 따라 허용되는 파일 등에 사용된다.
공용에는 상업적 이용이 금지된 파일 등의 자유로운 이용이 제한된 파일을 올리는 것이 금지되어 있다. 위키미디어 공용에서 허용하는 라이선스로는 GNU 자유 문서 사용 허가서, 일부 크리에이티브 커먼즈 라이선스, 공공누리 제1유형 라이선스, 사용 제약이 없는 퍼블릭 도메인 등이다.
국가별로 저작권법이 다르므로, 위키미디어 공용은 위키미디어 재단이 위치한 미국과 해당 저작물이 만들어지거나 위치한 출처 국가에서 모두 자유 저작물인 경우에만 업로드가 가능하다.

## 역사
위키미디어 공용에 대한 최초의 아이디어는 2004년 3월 에릭 묄러로부터 나왔고, 6달 후인 2004년 9월 7일에 시작되었다.  2013년 7월, 위키미디어 공용의 편집 횟수는 1억 회에 도달했다. 2018년에는 STL 형식으로 입체 모델을 사이트에 업로드할 수 있게 되었다 . 위키미디어 공용에 업로드된 첫 번째 입체 모델 중 하나는 2015년 이라크 레반트 이슬람국에 의해 파괴된 팔미라의 알라트 사자상을 입체 모델로 복원한 것이었다.
다양한 기관에서 위키미디어 공용에 파일을 업로드했다. 2012년, 미국 국립문서기록관리청은 위키미디어 공용에 약 10만 개의 디지털 이미지를 업로드했다. 2020년, 미국 디지털 공립도서관(DPLA) 또한 이미지를 위키미디어 공용에 업로드하기 시작했다. 2022년, 미국 디지털 공립도서관은 200만 개 이상의 파일을 업로드했다. 마찬가지로 유럽의 문화유산을 게시하는 웹사이트인 유로피아나는 위키미디어 공용을 통해 디지털 이미지를 공유한다.  세계보건기구는 코로나19 범유행 기간동안 위키미디어 공용과 협업하여 인포그래픽을 위키미디어 공용에 업로드하였다.

## 논란
위키미디어 공용에는 종종 아마추어 포르노그래피가 업로드되며, 이는 인터넷 포르노그래피 웹사이트와 다를 바가 없다는 비난을 받는다.  2012년, 버즈피드는 위키미디어 공용을 성기가 가득한 곳이라고 묘사했다.
2010년, 위키백과의 공동 설립자 래리 생어는 위키미디어 공용이 로리콘으로 알려진 소아성애증과 관련된 이미지가 지속적으로 업로드 되고 있다는 이유로 연방수사국에 신고했다. 이 사실이 언론에 보도된 후, 위키미디어 공용을 운영하는 위키미디어 재단의 창립자 지미 웨일스는 자신의 권한을 이용하여 위키미디어 공용 커뮤니티와의 논의 없이 여러 이미지를 삭제했다. 웨일스는 위키미디어 공용 커뮤니티의 반발에 대응하여 파일 삭제 권한을 포함한 일부 사이트의 권한을 자발적으로 포기했다.

## 갤러리

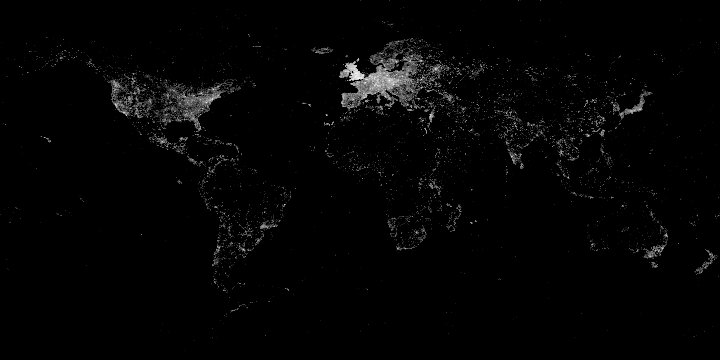
2015년 1월 기준 위키미디어 공용에 업로드된 사진들의 배경의 분포
2005년부터 2023년까지 위키미디어 공용의 성장세를 보여주는 그래프.
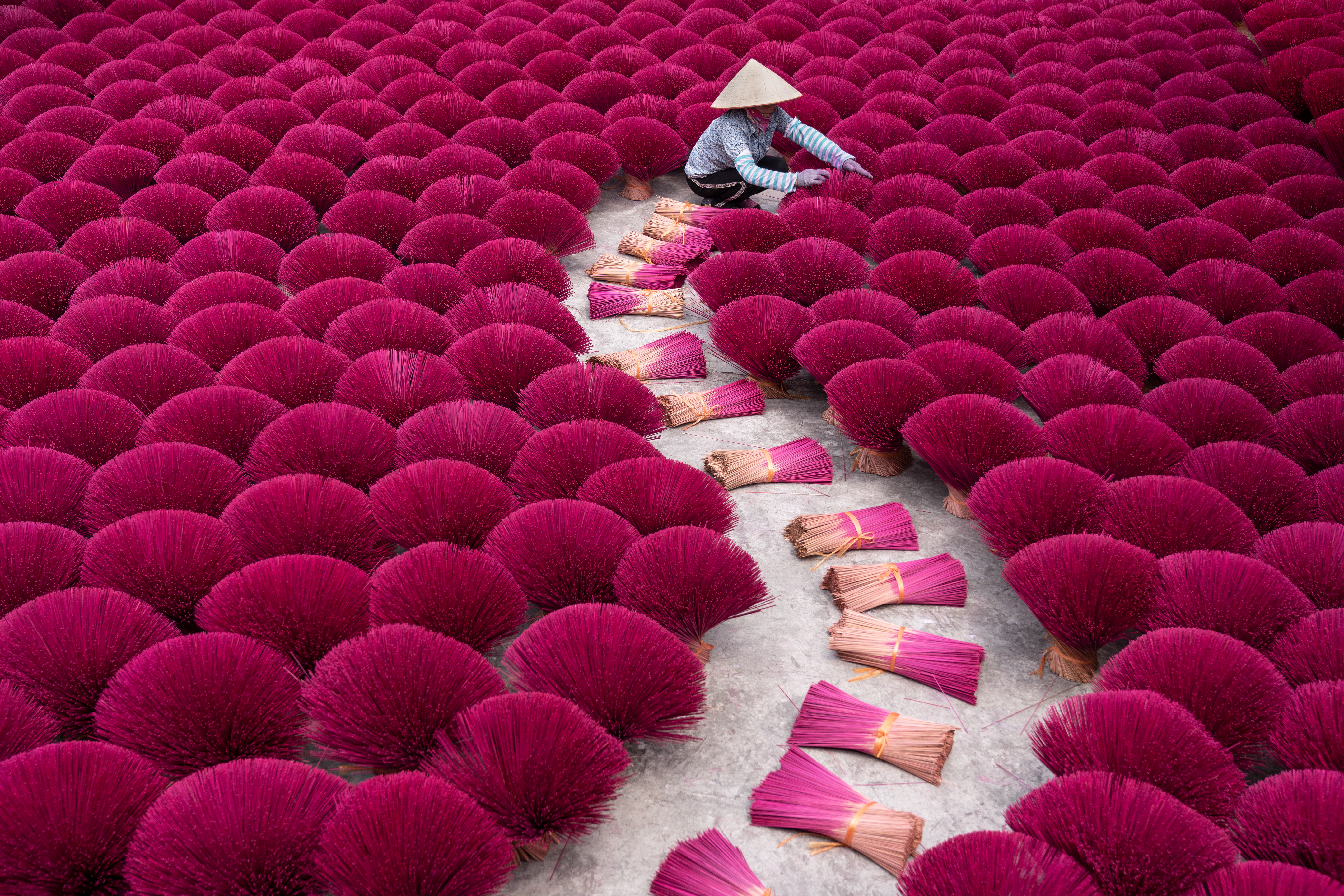
베트남 하노이에서 향을 묶는 농부. 2023년 올해의 사진에 선정되었다.
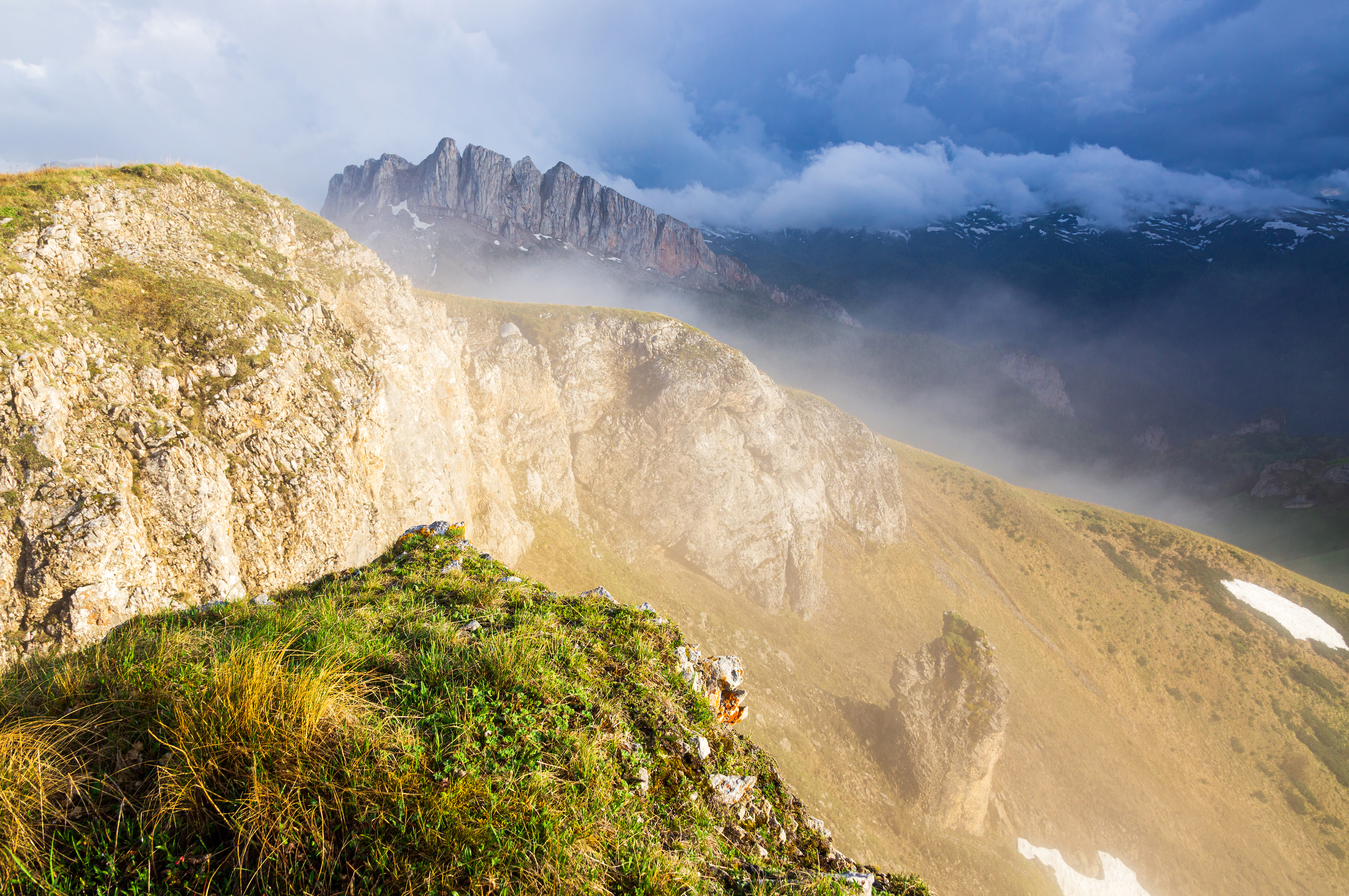
러시아 아디게야 공화국에 위치한 아스베츠나야산의 모습. 2025년 6월 4일 오늘의 그림에 선정되었다.

## 같이 보기
- 크리에이티브 커먼즈
- 인터넷 아카이브
- 프로젝트 구텐베르크